# Leonardo Rodríguez
Leonardo Adrián Rodríguez Iacobitti, conocido como Leo Rodríguez (Lanús, Provincia de Buenos Aires, 27 de agosto de 1966), es un exfutbolista argentino. Jugaba como mediocampista ofensivo o enganche. Considerado ídolo en Universidad de Chile. Además ganó dos veces la Copa América jugando por la Selección de fútbol de Argentina.
En la actualidad se dedica a ser representante de futbolistas, estando entre sus clientes jugadores como: Eduardo Tuzzio, Hilario Navarro, Facundo Parra, Carlos Matheu, Matías Oyola, Adrián Calello, Osmar Ferreyra, Walter Busse, Diego Churín, Gabriel Vallés, Gino Clara, entre otros. En su calidad de representante, Rodríguez se vio involucrado en el caso de triangulaciones de derechos federativos de jugadores.
Su hijo, Thomas, también es futbolista, nacido en Chile y juega por Burgos C.F.

## Trayectoria
Nació futbolísticamente en el Club Atlético Lanús, donde debutó en 1983 con apenas 16 años, donde permaneció hasta 1988. Junto al Granate fue segundo del grupo B y semifinalista del ascenso en el octogonal final en 1984. Además Rodríguez fue partícipe y figura de la segunda mayor goleada histórica del club, en el triunfo 8-3 sobre Temperly en 1987 por la 35⁰ fecha del campeonato, Rodríguez marcó el octavo y definitivo gol.
Tras una buena temporada en Vélez Sarsfield, en 1989 pasaría a Argentinos Juniors donde consigue llegar a las semifinales de la Supercopa Sudamericana 1989.
Para el torneo de 1990-91 jugaría por San Lorenzo. Con el Ciclón fue subcampeón del Torneo Clausura, donde fue el segundo goleador del equipo con 7 goles y campeón en el octogonal final por la Liguilla pre Libertadores al derrotar con un global de 2-0 a Boca Juniors.
Tras una excelente Copa América en 1991 donde sería elegido el "mejor jugador del certamen" y campeón continental junto a la selección argentina, Rodríguez recibió ofertas de importantes clubes europeos, finalmente lo adquirió Bernard Tapie del Olympique de Marsella de Francia por entonces tricampeón del fútbol francés y subcampeón de la UEFA Champions League en € 1.700.000. Sin embargo debido al exceso de futbolistas extranjeros en el club fue enviado a préstamo a Toulon de la misma liga de Francia, Rodríguez hizo una espectacular campaña destacando en ambos triunfos sobre PSG donde anotó en las victorias de su equipo 3-2 (gol minuto 88) y 5-2 (gol minuto 53), en los triunfos 1-0 en ambos partidos sobre el Olympique de Marsella, etc. Además anotó un póker en el triunfo 4-2 de Toulon sobre AS Nancy (Rodríguez marcó los goles en los minuto 9, 39, 65 y 82. Saliendo en el minuto 83 para los aplausos). Rodríguez fue el goleador de su equipo y sexto goleador del campeonato con 12 anotaciones, que le valió estar entre los 10 mejores jugadores de la Ligue 1 esa temporada, donde además integró el once ideal.
Para la temporada siguiente lo adquirió el Atalanta de Italia en cerca de US$ 7.000.000 por tres años de contrato. Junto al técnico Marcello Lippi el cuadro italiano finalizó séptimo a solo un punto de los puestos de clasificaciones europeas para la Copa de la UEFA. Rodríguez fue una de las figuras del equipo, destacando en el triunfo 2-1 sobre la Juventus al dar los dos pases gol en los minutos 36 y 72 respectivamente.
A fines de 1993 y tras ser campeón de la Copa América 1993 junto a la selección argentina, llega al por entonces subcampeón de la Copa de la UEFA, el cuadro alemán del Borussia Dortmund, en préstamo por seis meses. Donde durante esa temporada resulta cuarto en la Bundesliga y llega a cuartos de final de la Copa de la UEFA 1993-94 tras ser eliminados con un global de 3-4 por el Inter de Milán que a la postre sería el campeón de ese torneo.
A mediados de 1995 tenía todo acordado con el club argentino River Plate, sin embargo su representante (Gustavo Mascardi) tuvo una pelea con el presidente del cuadro Millonario (Alfredo Davicce) lo que imposibilitó su llegada. El presidente le cerró las puertas a todos los jugadores representados por Mascardi (incluido Rodríguez). Declarando: "Ningún jugador de la escudería Mascardi va a jugar en River". Es así como se gesta su llegada a Universidad de Chile, rechazando ofertas de Independiente de Argentina y Atlante de México entonces dirigido por el entrenador Ángel Cappa. Con el cuadro chileno gana el Campeonato Nacional de 1995 y llega a las semifinal de Copa Libertadores 1996 donde son eliminados de manera polémica por River Plate ante el arbitraje del réferi ecuatoriano Alfredo Rodas.
En 1997 juega en el América de México, con el equipo azteca logra dos semifinales del torneo Apertura y Clausura. 
Vuelve a  Universidad de Chile en 1998 donde consigue un Bicampeonato en 1999 y 2000, además de la Copa Chile 2000.
En el año 2001 vuelve al fútbol argentino, específicamente a San Lorenzo, donde con el cuadro Azulgrana consigue el Torneo de Clausura (con récord de partidos ganados en torneos cortos con 15 triunfos) y la Copa Mercosur.
El año 2002 retornó al club que lo vio nacer, Lanús, donde jugó sus últimos partidos y se retiró del fútbol profesional.

## Selección nacional

### Participaciones en Copas del Mundo
| Mundial                        | Sede           | Resultado        | PJ | Goles |
| ------------------------------ | -------------- | ---------------- | -- | ----- |
| Copa Mundial de Fútbol de 1994 | Estados Unidos | Octavos de final | 1  | 0     |

### Participaciones en Clasificatorias a Copas del Mundo
| Eliminatorias                     | País           | Resultado   | Posición             | PJ | Goles |
| --------------------------------- | -------------- | ----------- | -------------------- | -- | ----- |
| Eliminatorias Estados Unidos 1994 | Estados Unidos | Clasificado | 2º Grupo A (repesca) | 6  | 0     |

### Participaciones en Copas América
| Copa              | Sede    | Resultado | PJ | Goles |
| ----------------- | ------- | --------- | -- | ----- |
| Copa América 1991 | Chile   | Campeón   | 6  | 0     |
| Copa América 1993 | Ecuador | Campeón   | 6  | 1     |

### Participaciones en Copas Confederaciones
| Copa                           | Sede           | Resultado | PJ | Goles |
| ------------------------------ | -------------- | --------- | -- | ----- |
| Copa FIFA Confederaciones 1992 | Arabia Saudita | Campeón   | 2  | 1     |

### Participaciones en Copas Artemio Franchi
| Copa                      | Sede      | Resultado | PJ | Goles |
| ------------------------- | --------- | --------- | -- | ----- |
| Copa Artemio Franchi 1993 | Argentina | Campeón   | 1  | 0     |

### Selección
| \| Fecha \| Ciudad \| Local \| Resultado \| Visitante \| Competencia \| Goles \| \| ---------- \| ----------------- \| -------------- \| ----------- \| --------------- \| --------------------------------------- \| ----- \| \| 08-07-1991 \| Santiago de Chile \| Argentina \| 3:0 \| Venezuela \| Copa América 1991 \| \| \| 10-07-1991 \| Santiago de Chile \| Chile \| 0:1 \| Argentina \| Copa América 1991 \| \| \| 12-07-1991 \| Concepción \| Argentina \| 4:1 \| Paraguay \| Copa América 1991 \| \| \| 17-07-1991 \| Santiago de Chile \| Argentina \| 3:2 \| Brasil \| Copa América 1991 \| \| \| 19-07-1991 \| Santiago de Chile \| Chile \| 0:0 \| Argentina \| Copa América 1991 \| \| \| 21-07-1991 \| Santiago de Chile \| Argentina \| 2:1 \| Colombia \| Copa América 1991 \| \| \| 31-05-1992 \| Tokio \| Japón \| 0:1 \| Argentina \| Copa Kirin 1992 \| \| \| 03-06-1992 \| Gifu \| Argentina \| 1:0 \| Gales \| Copa Kirin 1992 \| \| \| 24-09-1992 \| Montevideo \| Uruguay \| 0:0 \| Argentina \| Amistoso \| \| \| 16-10-1992 \| Riad \| Argentina \| 4:0 \| Costa de Marfil \| Copa Rey Fahd 1992 \| \| \| 20-10-1992 \| Riad \| Arabia Saudita \| 1:3 \| Argentina \| Copa Rey Fahd 1992 \| \| \| 24-02-1993 \| Mar del Plata \| Argentina \| (5) 1:1 (4) \| Dinamarca \| Copa Artemio Franchi 1993 \| \| \| 17-06-1993 \| Guayaquil \| Argentina \| 1:0 \| Bolivia \| Copa América 1993 \| \| \| 20-06-1993 \| Guayaquil \| Argentina \| 1:1 \| México \| Copa América 1993 \| \| \| 23-06-1993 \| Guayaquil \| Colombia \| 1:1 \| Argentina \| Copa América 1993 \| \| \| 27-06-1993 \| Guayaquil \| Brasil \| (6) 1:1 (7) \| Argentina \| Copa América 1993 \| \| \| 01-07-1993 \| Guayaquil \| Colombia \| (5) 1:1 (6) \| Argentina \| Copa América 1993 \| \| \| 04-07-1993 \| Guayaquil \| México \| 1:2 \| Argentina \| Copa América 1993 \| \| \| 01-08-1993 \| Lima \| Perú \| 0:1 \| Argentina \| Clasificación para la Copa Mundial 1994 \| \| \| 08-08-1993 \| Asunción \| Paraguay \| 1:3 \| Argentina \| Clasificación para la Copa Mundial 1994 \| \| \| 18-08-1993 \| Buenos Aires \| Colombia \| 2:1 \| Argentina \| Clasificación para la Copa Mundial 1994 \| \| \| 22-08-1993 \| Buenos Aires \| Argentina \| 2:1 \| Perú \| Clasificación para la Copa Mundial 1994 \| \| \| 29-08-1993 \| Buenos Aires \| Argentina \| 0:0 \| Paraguay \| Clasificación para la Copa Mundial 1994 \| \| \| 05-09-1993 \| Buenos Aires \| Argentina \| 0:5 \| Colombia \| Clasificación para la Copa Mundial 1994 \| \| \| 15-12-1993 \| Miami \| Alemania \| 1:2 \| Argentina \| Amistoso \| \| \| 23-03-1994 \| Recife \| Brasil \| 2:0 \| Argentina \| Amistoso \| \| \| 30-06-1994 \| Dallas \| Argentina \| 0:2 \| Bulgaria \| Copa Mundial de Fútbol de 1994 \| \| \| Total \| \| Presencias \| 28 \| \| Goles \| 2 \| |                   |                |             |                 |                                         |       |
| Fecha | Ciudad            | Local          | Resultado   | Visitante       | Competencia                             | Goles |
| 08-07-1991 | Santiago de Chile | Argentina      | 3:0         | Venezuela       | Copa América 1991                       |       |
| 10-07-1991 | Santiago de Chile | Chile          | 0:1         | Argentina       | Copa América 1991                       |       |
| 12-07-1991 | Concepción        | Argentina      | 4:1         | Paraguay        | Copa América 1991                       |       |
| 17-07-1991 | Santiago de Chile | Argentina      | 3:2         | Brasil          | Copa América 1991                       |       |
| 19-07-1991 | Santiago de Chile | Chile          | 0:0         | Argentina       | Copa América 1991                       |       |
| 21-07-1991 | Santiago de Chile | Argentina      | 2:1         | Colombia        | Copa América 1991                       |       |
| 31-05-1992 | Tokio             | Japón          | 0:1         | Argentina       | Copa Kirin 1992                         |       |
| 03-06-1992 | Gifu              | Argentina      | 1:0         | Gales           | Copa Kirin 1992                         |       |
| 24-09-1992 | Montevideo        | Uruguay        | 0:0         | Argentina       | Amistoso                                |       |
| 16-10-1992 | Riad              | Argentina      | 4:0         | Costa de Marfil | Copa Rey Fahd 1992                      |       |
| 20-10-1992 | Riad              | Arabia Saudita | 1:3         | Argentina       | Copa Rey Fahd 1992                      |       |
| 24-02-1993 | Mar del Plata     | Argentina      | (5) 1:1 (4) | Dinamarca       | Copa Artemio Franchi 1993               |       |
| 17-06-1993 | Guayaquil         | Argentina      | 1:0         | Bolivia         | Copa América 1993                       |       |
| 20-06-1993 | Guayaquil         | Argentina      | 1:1         | México          | Copa América 1993                       |       |
| 23-06-1993 | Guayaquil         | Colombia       | 1:1         | Argentina       | Copa América 1993                       |       |
| 27-06-1993 | Guayaquil         | Brasil         | (6) 1:1 (7) | Argentina       | Copa América 1993                       |       |
| 01-07-1993 | Guayaquil         | Colombia       | (5) 1:1 (6) | Argentina       | Copa América 1993                       |       |
| 04-07-1993 | Guayaquil         | México         | 1:2         | Argentina       | Copa América 1993                       |       |
| 01-08-1993 | Lima              | Perú           | 0:1         | Argentina       | Clasificación para la Copa Mundial 1994 |       |
| 08-08-1993 | Asunción          | Paraguay       | 1:3         | Argentina       | Clasificación para la Copa Mundial 1994 |       |
| 18-08-1993 | Buenos Aires      | Colombia       | 2:1         | Argentina       | Clasificación para la Copa Mundial 1994 |       |
| 22-08-1993 | Buenos Aires      | Argentina      | 2:1         | Perú            | Clasificación para la Copa Mundial 1994 |       |
| 29-08-1993 | Buenos Aires      | Argentina      | 0:0         | Paraguay        | Clasificación para la Copa Mundial 1994 |       |
| 05-09-1993 | Buenos Aires      | Argentina      | 0:5         | Colombia        | Clasificación para la Copa Mundial 1994 |       |
| 15-12-1993 | Miami             | Alemania       | 1:2         | Argentina       | Amistoso                                |       |
| 23-03-1994 | Recife            | Brasil         | 2:0         | Argentina       | Amistoso                                |       |
| 30-06-1994 | Dallas            | Argentina      | 0:2         | Bulgaria        | Copa Mundial de Fútbol de 1994          |       |
| Total |                   | Presencias     | 28          |                 | Goles                                   | 2     |

## Estadísticas

### Clubes
Actualizado a fin de carrera deportiva.
| Club | Div.          | Temporada     | Liga  | Liga  | Liga   | Copas nacionales(1) | Copas nacionales(1) | Copas nacionales(1) | Torneos internacionales(2) | Torneos internacionales(2) | Torneos internacionales(2) | Total(3) | Total(3) | Total(3) | Media goleadora |
| Club | Div.          | Temporada     | Part. | Goles | Asist. | Part.               | Goles               | Asist.              | Part.                      | Goles                      | Asist.                     | Part.    | Goles    | Asist.   | Media goleadora |
| --- | ------------- | ------------- | ----- | ----- | ------ | ------------------- | ------------------- | ------------------- | -------------------------- | -------------------------- | -------------------------- | -------- | -------- | -------- | --------------- |
| Lanús Argentina |               |               |       |       |        |                     |                     |                     |                            |                            |                            |          |          |          |                 |
| 2.ª |               |               |       |       |        |                     |                     |                     |                            |                            |                            |          |          |          |                 |
| 1983 | ?             | ?             | -     | -     | -      | -                   | -                   | -                   | -                          | ?                          | ?                          | -        | 0,0      |          |                 |
| 1984 | ?             | ?             | -     | -     | -      | -                   | -                   | -                   | -                          | ?                          | ?                          | -        | 0,0      |          |                 |
| 1985 | ?             | ?             | -     | -     | -      | -                   | -                   | -                   | -                          | ?                          | ?                          | -        | 0,0      |          |                 |
| 1986 | ?             | ?             | -     | -     | -      | -                   | -                   | -                   | -                          | ?                          | ?                          | -        | 0,0      |          |                 |
| 1987-88 | ?             | ?             | -     | -     | -      | -                   | -                   | -                   | -                          | ?                          | ?                          | -        | 0,0      |          |                 |
| 1.ª |               |               |       |       |        |                     |                     |                     |                            |                            |                            |          |          |          |                 |
| 2002-03 | 11            | 2             | -     | -     | -      | -                   | -                   | -                   | -                          | 11                         | 2                          | -        | 0,18     |          |                 |
| Total | Total         | 103           | 19    | -     | -      | -                   | -                   | -                   | -                          | -                          | 103                        | 19       | -        | 0,18     |                 |
| Vélez Sarsfield Argentina |               |               |       |       |        |                     |                     |                     |                            |                            |                            |          |          |          |                 |
| 1.ª |               |               |       |       |        |                     |                     |                     |                            |                            |                            |          |          |          |                 |
| 1988-89 | 29            | 4             | -     | -     | -      | -                   | -                   | -                   | -                          | 29                         | 4                          | -        | 0,14     |          |                 |
| Total | Total         | 29            | 4     | -     | -      | -                   | -                   | -                   | -                          | -                          | 29                         | 4        | -        | 0,14     |                 |
| Argentinos Juniors Argentina |               |               |       |       |        |                     |                     |                     |                            |                            |                            |          |          |          |                 |
| 1.ª |               |               |       |       |        |                     |                     |                     |                            |                            |                            |          |          |          |                 |
| 1989-90 | 26            | 3             | -     | -     | -      | -                   | 3                   | 0                   | -                          | 29                         | 3                          | -        | 0,10     |          |                 |
| Total | Total         | 26            | 3     | -     | -      | -                   | -                   | 3                   | 0                          | -                          | 29                         | 3        | -        | 0,10     |                 |
| San Lorenzo Argentina |               |               |       |       |        |                     |                     |                     |                            |                            |                            |          |          |          |                 |
| 1.ª |               |               |       |       |        |                     |                     |                     |                            |                            |                            |          |          |          |                 |
| 1990-91 | 27            | 7             | -     | -     | -      | -                   | -                   | -                   | -                          | 27                         | 7                          | -        | 0,26     |          |                 |
| 2000-01 | 16            | 3             | -     | -     | -      | -                   | 5                   | 1                   | -                          | 21                         | 4                          | -        | 0,19     |          |                 |
| 2001-02 | 24            | 5             | -     | -     | -      | -                   | 9                   | 0                   | -                          | 33                         | 5                          | -        | 0,15     |          |                 |
| Total | Total         | 67            | 15    | -     | -      | -                   | -                   | 14                  | 1                          | -                          | 81                         | 16       | -        | 0,20     |                 |
| Toulon Francia |               |               |       |       |        |                     |                     |                     |                            |                            |                            |          |          |          |                 |
| 1.ª |               |               |       |       |        |                     |                     |                     |                            |                            |                            |          |          |          |                 |
| 1991-92 | 27            | 12            | -     | 2     | 0      | -                   | -                   | -                   | -                          | 29                         | 12                         | -        | 0,41     |          |                 |
| Total | Total         | 27            | 12    | -     | 2      | 0                   | -                   | -                   | -                          | -                          | 29                         | 12       | -        | 0,41     |                 |
| Atalanta · Italia |               |               |       |       |        |                     |                     |                     |                            |                            |                            |          |          |          |                 |
| 1.ª |               |               |       |       |        |                     |                     |                     |                            |                            |                            |          |          |          |                 |
| 1992-93 | 19            | 1             | 3     | 2     | 0      | -                   | -                   | -                   | -                          | 21                         | 1                          | 3        | 0,05     |          |                 |
| 1993-94 | 1             | 0             | -     | 1     | 0      | -                   | -                   | -                   | -                          | 2                          | 0                          | -        | 0,00     |          |                 |
| 2.ª |               |               |       |       |        |                     |                     |                     |                            |                            |                            |          |          |          |                 |
| 1994-95 | 10            | 1             | -     | 1     | 1      | -                   | -                   | -                   | -                          | 11                         | 2                          | -        | 0,20     |          |                 |
| Total | Total         | 30            | 2     | 3     | 4      | 1                   | -                   | -                   | -                          | -                          | 34                         | 3        | 3        | 0,11     |                 |
| Borussia Dortmund · Alemania |               |               |       |       |        |                     |                     |                     |                            |                            |                            |          |          |          |                 |
| 1.ª |               |               |       |       |        |                     |                     |                     |                            |                            |                            |          |          |          |                 |
| 1993-94 | 6             | 0             | 2     | -     | -      | -                   | 1                   | 0                   | 1                          | 7                          | 0                          | 3        | 0,00     |          |                 |
| Total | Total         | 6             | 0     | 2     | -      | -                   | -                   | 1                   | 0                          | 1                          | 7                          | 0        | 3        | 0,00     |                 |
| Universidad de Chile · Chile |               |               |       |       |        |                     |                     |                     |                            |                            |                            |          |          |          |                 |
| 1.ª |               |               |       |       |        |                     |                     |                     |                            |                            |                            |          |          |          |                 |
| 1995 | 13            | 4             | -     | -     | -      | -                   | -                   | -                   | -                          | 13                         | 4                          | -        | 0,31     |          |                 |
| 1996 | 21            | 6             | -     | 9     | 3      | -                   | 12                  | 3                   | -                          | 42                         | 12                         | -        | 0,29     |          |                 |
| 1998 | 17            | 9             | -     | -     | -      | -                   | 4                   | 2                   | -                          | 21                         | 11                         | -        | 0,52     |          |                 |
| 1999 | 27            | 5             | -     | -     | -      | -                   | 4                   | 0                   | -                          | 31                         | 5                          | -        | 0,16     |          |                 |
| 2000 | 23            | 3             | -     | -     | -      | -                   | 8                   | 2                   | -                          | 31                         | 5                          | -        | 0,16     |          |                 |
| Total | Total         | 101           | 27    | -     | 9      | 3                   | -                   | 28                  | 7                          | -                          | 138                        | 37       | -        | 0,27     |                 |
| América · México |               |               |       |       |        |                     |                     |                     |                            |                            |                            |          |          |          |                 |
| 1.ª |               |               |       |       |        |                     |                     |                     |                            |                            |                            |          |          |          |                 |
| 1996-97 | 17            | 1             | -     | -     | -      | -                   | -                   | -                   | -                          | 17                         | 1                          | -        | 0,06     |          |                 |
| 1997-98 | 31            | 5             | -     | -     | -      | -                   | 5                   | 0                   | -                          | 36                         | 5                          | -        | 0,14     |          |                 |
| Total | Total         | 48            | 6     | -     | -      | -                   | -                   | 5                   | 0                          | -                          | 53                         | 6        | -        | 0,11     |                 |
| Total carrera | Total carrera | Total carrera | 437   | 88    | 5      | 15                  | 4                   | -                   | 51                         | 8                          | 1                          | 503      | 100      | 6        | 0,20            |
| (1) Incluye datos de la Copa de Francia (1991-92); Copa Italia (1992-94); Copa de Alemania (1994); Copa Chile (1996). (2) Incluye datos de la Supercopa Sudamericana (1989); Copa de la UEFA (1993-94); Copa anglo-italiana (1994-95); Copa Libertadores (1996-02); Copa Mercosur (1998-01). (3) No incluye goles en partidos amistosos. |               |               |       |       |        |                     |                     |                     |                            |                            |                            |          |          |          |                 |

### Resumen estadístico
| Competición           | Partidos | Goles | Promedio |
| --------------------- | -------- | ----- | -------- |
| Primera División      | 335      | 70    | 0,21     |
| Segunda División      | 102      | 18    | 0,18     |
| Copas nacionales      | 15       | 4     | 0,27     |
| Copas internacionales | 51       | 8     | 0,16     |
| Selección adulta      | 28       | 2     | 0,07     |
| Total                 | 531      | 102   | 0,19     |

### Hat-tricks
| 1 | 18 de enero de 1992 | Stade Bon Rencontre, Tolón | SC Toulon - AS Nancy |  | 4 - 2 | Ligue 1 1991-92 |

## Palmarés

### Campeonatos nacionales
| Título           | Club                   | País      | Año    |
| ---------------- | ---------------------- | --------- | ------ |
| Primera División | Universidad de Chile   | Chile     | 1995   |
| Primera División | Universidad de Chile   | Chile     | 1999   |
| Primera División | Universidad de Chile   | Chile     | 2000   |
| Copa Chile       | Universidad de Chile   | Chile     | 2000   |
| Primera División | San Lorenzo de Almagro | Argentina | C-2001 |

### Copas internacionales
| Título               | Club o Selección       | País Anfitrión | Año  |
| -------------------- | ---------------------- | -------------- | ---- |
| Copa América         | Selección Argentina    | Chile          | 1991 |
| Copa Confederaciones | Selección Argentina    | Arabia Saudita | 1992 |
| Copa Artemio Franchi | Selección Argentina    | Argentina      | 1993 |
| Copa América         | Selección Argentina    | Ecuador        | 1993 |
| Copa Mercosur        | San Lorenzo de Almagro | Argentina      | 2001 |

### Distinciones individuales
| Distinción                                                                                           | Año  |
| --- | ---- |
| Mejor jugador de la Copa América                                                                     | 1991 |
| Incluido en el 11 ideal de la historia de Universidad de Chile en votación de hinchas por La Tercera | 2013 |
| Incluido dentro de las 50 mejores figuras históricas de Universidad de Chile por AS.com              | 2016 |
| Incluido dentro de los mayores referentes históricos de Universidad de Chile                         | 2017 |
| Incluido en el 11 ideal de todos los tiempos de Universidad de Chile por El Mercurio                 | 2018 |